# Chionea
Chionea is een muggengeslacht uit de familie van de steltmuggen (Limoniidae).

## Soorten

### OndergeslachtChionea
- C. (Chionea) albertensis Alexander, 1941
- C. (Chionea) alexandriana Garrett, 1922
- C. (Chionea) araneoides Dalman, 1816
- C. (Chionea) carolus Byers, 1979
- C. (Chionea) crassipes Boheman, 1846
- C. (Chionea) dolomitana Vanin, 2010
- C. (Chionea) durbini Byers, 1983
- C. (Chionea) excavata Byers, 1983
- C. (Chionea) hybrida Byers, 1983
- C. (Chionea) jellisoni Byers, 1983
- C. (Chionea) kanenoi Sasakawa, 1986
- C. (Chionea) lyrata Byers, 1983

- C. (Chionea) mirabilis Vanin, 2008
- C. (Chionea) nigra Byers, 1983
- C. (Chionea) nipponica Alexander, 1932
- C. (Chionea) nivicola Doane, 1900
- C. (Chionea) obtusa Byers, 1983
- C. (Chionea) olympiae Vanin, 2010
- C. (Chionea) pusilla Savchenko, 1983
- C. (Chionea) reclusa Byers, 1995
- C. (Chionea) scita Walker, 1848
- C. (Chionea) stoneana Alexander, 1940
- C. (Chionea) valga Harris, 1841
- C. (Chionea) wilsoni Byers, 1983

### OndergeslachtSphaeconophilus
- C. (Sphaeconophilus) alpina Bezzi, 1908
- C. (Sphaeconophilus) austriaca (Christian, 1980)
- C. (Sphaeconophilus) belgica - sneeuwmug (Becker, 1912)
- C. (Sphaeconophilus) bezzii Oosterbroek and Reusch, 2008
- C. (Sphaeconophilus) botosaneanui (Burghele-Balacesco, 1969)

- C. (Sphaeconophilus) jenniferae Byers, 1995
- C. (Sphaeconophilus) lutescens Lundstrom, 1907
- C. (Sphaeconophilus) macnabeana Alexander, 1947
- C. (Sphaeconophilus) pyrenaea (Bourne, 1981)